# Emma Coburn
Emma Coburn (née le 19 octobre 1990 à Boulder) est une athlète américaine, spécialiste du steeple, championne du monde en 2017 à Londres.

## Biographie
En mai 2014, Emma Coburn remporte le meeting Shanghai Golden Grand Prix comptant pour la Ligue de diamant 2014, établissant un nouveau record personnel sur 3 000 m steeple en 9 min 19 s 80.
Le 16 août 2016, l'Américaine décroche la médaille de bronze des Jeux olympiques de Rio avec un nouveau record personnel et continental en 9 min 7 s 63. Elle est devancée par Ruth Jebet (8 min 59 s 75) et Hyvin Jepkemoi (9 min 7 s 12).
Le 11 août 2017, Emma Coburn créée la sensation en remportant le titre planétaire aux Championnats du monde de Londres en 9 min 02 s 58 (record continental) devant sa compatriote Courtney Frerichs et la Kényane Hyvin Jepkemoi.
Elle ne parvient pas à conserver son titre aux championnats du monde 2019 à Doha mais décroche la médaille d'argent en 9 min 02 s 35, record personnel.

## Palmarès

### International
| Date | Compétition           | Lieu             | Résultat | Épreuve     | Temps         |
| ---- | --------------------- | ---------------- | -------- | ----------- | ------------- |
| 2011 | Championnats du monde | Daegu            | 9e       | 3 000 m st. | 9 min 51 s 40 |
| 2012 | Jeux olympiques       | Londres          | 8e       | 3 000 m st. | 9 min 23 s 54 |
| 2014 | Coupe continentale    | Marrakech        | 1re      | 3 000 m st. | 9 min 50 s 67 |
| 2014 | Ligue de diamant      | Ligue de diamant | 3e       | 3 000 m st. | détails       |
| 2015 | Championnats du monde | Pékin            | 5e       | 3 000 m st. | 9 min 21 s 78 |
| 2016 | Jeux olympiques       | Rio de Janeiro   | 3e       | 3 000 m st. | 9 min 7 s 63  |
| 2017 | Championnats du monde | Londres          | 1re      | 3 000 m st. | 9 min 2 s 58  |
| 2019 | Ligue de diamant      | Ligue de diamant | 6e       | 3 000 m st. | 9 min 10 s 01 |
| 2019 | Championnats du monde | Doha             | 2e       | 3 000 m st. | 9 min 02 s 35 |
| 2021 | Jeux olympiques       | Tokyo            | —        | 3 000 m st. | DSQ           |
| 2022 | Championnats du monde | Eugene           | 8e       | 3 000 m st. | 9 min 16 s 49 |

### National
- Championnats des États-Unis d'athlétisme :
  - vainqueur du 3 000 m steeple en 2011, 2012, 2014, 2015, 2016, 2017, 2018, 2019, 2021 et 2022

## Records
| Épreuve         | Temps        | Lieu | Date              |
| --------------- | ------------ | ---- | ----------------- |
| 3 000 m steeple | 9 min 2 s 35 | Doha | 30 septembre 2019 |